# Marisa Mori
Marisa Mori, właściwie Maria Luisa Lurini (ur. 9 marca 1900 we Florencji, zm. 6 marca 1985 we Florencji) – włoska malarka i graficzka, jedna z nielicznych futurystek. 

## Wczesne życie i edukacja
Ojciec Marisy Mori – Mario Lurini, pracował w firmie ubezpieczeniowej Fondiaria-Sai, matka Edmea Bernini była daleką krewną rzeźbiarza Gian Lorenzo Berniniego. W 1918 rodzina przeprowadziła się do Turynu.
Marisa Mori zaczęła malować dzięki zachętom przyjaciela rodziny – rzeźbiarza Leonardo Bistolfi. W latach 1925–1931 uczęszczała do prywatnej szkoły założonej przez Felice Casorati. Potem podjęła tam pracę.
W 1920 wyszła za mąż za Mario Mori, poetę i dziennikarza i zdecydowała o zmianie nazwiska po mężu. W 1922 urodził się syn pary – Franco.
W latach 1926–1932 uczestniczyła w kilku wystawach. W 1926 wzięła udział w Esposizione delle vedute di Torino w Palazzo Bricherasio razem z grupą uczniów ze szkoły Casoratiego. Byli to m.in. Nella Marchesini, Daphne Maugham, Paola Levi Montalcini i Lalla Romano. W Turynie Mori brała także udział w ekspozycjach organizowanych przez Promotrice di belle arti del Valentino w 1927, 1928 i w 1930. W 1927 uczestniczyła w  IV Quadriennale w Turynie, a w 1928 Dorocznej Wystawie Casorati. Potem również była obecna w Sindacali z lat 1929, 1930, 1931 i 1932. W pracach z tego okresu widać wpływ jej nauczyciela Casoratiego.

## Futuryzm
Mori zaangażowała się w 1931 w ruch futuryzmu poprzez dołączenie do grupy, której przewodził Filippo Tommaso Marinetti. Była jedyną kobietą, która przyczyniła się do powstania The Futurist Cookbook w 1932. W 1932 została zaproszona na pierwszą Narodową Wystawę Futuryzmu w Rzymie, po której szybko opuściła Turyn, by wrócić do Florencji razem z mężem, gdzie stała się członkiem grupy futurystów pod przewodnictwem Antonio Marasco.
W 1933 Mori zdobyła nagrodę I Mostra futurista di scenotecnica cinematografica przy the Bardi Gallery w Rzymie za plastyczną oprawę filmu the Sintesi dell’isola d’Elba. Fascynacja Mori filmem i teatrem pozostała z nią do połowy lat 30., dzięki czemu wzięła udział w rekrutacji do szkoły aktorskiej the Academy of Fidenti we Florencji gdzie, po zakończeniu II wojny światowej, wykładała historię kostiumologii. Mori także przyczyniła się do powstania projektu Cucina futurista di Marinetti e Fillia. W kwietniu 1934 została zorganizowana jej pierwsza wystawa w Spazio Bragaglia w Rzymie. Futurystyczne prace Mori były również prezentowane na wystawach Quadriennale di Roma w 1931 i w 1935 (Ritorno dalle colonie marine) oraz w 1939 (Concerto di fabbrica sulle Apuane).
W latach 1934 i 1936 była zapraszana do uczestnictwa w Biennale w Wenecji. Mori była mocno zaangażowana w Aeropittura, jej talent został dostrzeżony i wygrała Srebrny Medal za tryptyk, który został wystawiony 1932 w Galleria Bardi w Rzymie. W 1937 jej prace były częścią wystawy Les femmes artistes d’Europe w Galerie Nationale du Jeu de Paume w Paryżu, wystawa była też prezentowana w Metropolitan Museum of Art w Nowym Jorku.
W późnych latach 30. Mori przestaje być członkinią ruchu futurystycznego ze względu na jego entuzjastyczne popieranie faszyzmu. Z powodu odejścia dosięgła ją ostra krytyka ze strony ówczesnego społeczeństwa. W 1938 stanowczo protestowała przeciw publikacji treści Manifesto della razza. W latach 1938 do 1943 otoczyła opieką Ritę Levi Montalcini  i jej brata Gino Leviego Montalcini, którzy cierpieli z powodu represji wprowadzonego 14 lipca 1938 Manifesto della razza. W 1943, w przeddzień wybuchu Wojny Domowej, zmarł Mario Mori.

## Późniejsze życie i śmierć
Po zakończeniu II wojny światowej Marisa Mori wróciła do Florencji, gdzie ponownie zaczęła tworzyć dzieła w stylu sztuki klasycznej, martwą naturę, akty oraz obrazy zawierające maski. W 1951 miała miejsce wystawa jej nowego dzieła w VI Rome Quadriennale. W 1954 wystąpiła także solo w the House of Dante Alighieri we Florencji. Wraz z biegiem lat Mori ostatecznie wycofała się z życia towarzyskiego, pojawiając się okazjonalnie na wydarzeniach takich jak wystawy sztuki kobiet organizowanych przez jej Florentine Lyceum. Marisa Mori zmarła w 1985r., 3 dni przed swoimi 85. urodzinami.